# Toro (2015)
Toro (Eigenschreibweise TORO) ist ein deutsches Filmdrama des in Peru geborenen Regisseurs Martin Hawie, das am 31. August 2015 beim Student Film Festival des Montreal World Film Festivals seine Premiere feierte. Seine deutsche Premiere feierte Toro auf den 49. Internationalen Hofer Filmtagen 2015 und erhielt im Rahmen des Förderpreis „Neues Deutsches Kino“ eine lobende Erwähnung der Jury. Toro war 2016 ebenfalls auf den 66. Filmfestspielen Berlin eingeladen und lief in der Sektion „Perspektive Deutsches Kino“ als spezieller Beitrag für „50 Jahre Hofer Filmtage“.

## Handlung
Der leicht reizbare Toro, der mit richtigem Namen Piotr heißt, und der sensible Victor stammen aus Polen und verdienen ihr Geld in Deutschland mit Prostitution. Während Toro, der in seiner Freizeit boxt und eigentlich ein harter Kerl ist, für eine gemeinsame Zukunft in seiner alten Heimat spart, um dort einen Neuanfang zu wagen, hat Victor nach 10 Jahren seine Träume längst aufgegeben und zerbricht zunehmend an den Drogen. Als sie all ihr Geld verlieren, wird ihre Freundschaft auf eine harte Probe gestellt.

## Produktion

### Produktionsgeschichte
Es handelt sich bei Toro um eine Produktion der Kunsthochschule für Medien Köln. Für Regisseur Martin Hawie, der hier studiert und die Regie des Films übernahm, hat das im Film angesprochene Thema Migration auch autobiografische Züge, weil er selbst Migrant ist, was ihn in seinem Leben nach eigenen Aussagen geprägt hat. Zudem hatte Hawie Prostituierte aus der Umgebung der Hochschule beobachtet. Der Film wurde mit 20.000 Euro von der Film- und Medienstiftung NRW gefördert. Paul Wollin ist im Film in der Titelrolle von Toro zu sehen, Miguel Dagger spielt Victor. Leni Speidel übernahm die Rolle von Victors Schwester Emilia, und Kelvin Burkard spielt Toros Boxschüler Benoit.

### Veröffentlichung
Toro feierte am 31. August 2015 beim Student Film Festival des Montreal World Film Festivals seine Premiere und wurde ab 19. Februar 2016 im Rahmen der Internationalen Filmfestspiele Berlin in der Sektion Perspektive Deutsches Kino gezeigt. Im März 2016 wurde der Film auch im Rahmen der Programmsektion Premio Maguey des Guadalajara International Film Festivals in Mexiko vorgestellt, die innovative Filme zum Thema Sexualität und mit queeren Inhalten unterstützt. Am 27. April 2017 wird der Film offiziell in ausgewählte deutsche Kinos kommen.

## Rezeption

### Altersfreigabe
In Deutschland ist der Film FSK 16. In der Freigabebegründung heißt es: „Der Film thematisiert Drogensucht, Prostitution und Abhängigkeit von Geld; die Atmosphäre ist zunehmend beklemmend. Gegen Ende wird der vermeintliche Sympathieträger zum Mörder, wobei die Tötung (ein Erwürgen) länger gezeigt wird. Jugendliche ab 16 Jahren sind auf Grund ihres Entwicklungsstands in der Lage, die Handlungsweisen angemessen einzuordnen und kritisch zu hinterfragen.“

### Kritiken
Victor Fraga von dirtymovies.org spricht von einem sehr reifen und komplexen Film, für einen Regisseur, der gerade erst am Beginn einer vielversprechenden Karriere stehe. Der Film wirke nie dilettantisch, vulgär oder oberflächlich, und das Publikum werde besonders am Ende noch einmal durchgeschüttelt, wie ein von einem Stier gerammter Torero. Dieser finale Gewaltakt erscheint Kirsten Riesselmann von der taz hingegen gleichermaßen überraschend wie überflüssig. Zudem kritisiert Riesselmann, im Film werde zu viel Schwarzweiß-Kapital geschlagen aus harten Jungs, harten Drogen, hartem Sex und verdrängter Homosexualität.
Auch wenn für Carlos Esquives von cinencuentro.com weder die Frage der Migration noch das Boxen im Mittelpunkt des Films stehen, vergleicht er diesen aufgrund der vorkommenden Kampfsportthematik und wegen des Verantwortungsgefühls, das Toro gegenüber Victor an den Tag legt, mit dem Film The Fighter von David O. Russell. Christian Berndt von Deutschlandradio Kultur beschreibt Toro, den Protagonisten des Films, daher auch als eine anziehend-zwiespältige Figur zwischen Brutalität und Empfindsamkeit.

### Auszeichnungen
31. Guadalajara International Film Festival 2016
- Nominierung als Bester Spielfilm (Martin Hawie)

49. Internationale Hofer Filmtage 2015
- Nominiert für den Förderpreis Neues Deutsches Kino “Lobende Erwähnung der Jury”

Studio Hamburg Nachwuchspreis 2016
- Nominierung als Bester Regie (Martin Hawie)

Filmz Mainz Festival des Deutschen Kinos 2016
- Nominierung als Bester Spielfilm (Martin Hawie)

21. Festival Türkei/Deutschland Nürnberg 2016
- Nominierung als Bester Spielfilm (Martin Hawie)

29. Exground Filmfest 2016
- Nominierung als Bester Spielfilm (Martin Hawie)